# Церква святителя Миколая Чудотворця (Жолоби)
Церква святителя Миколая Чудотворця в Жолобах — парафія і храм 2-го Кременецького благочиння Тернопільської єпархії Православної церкви України в селі Жолоби Кременецький району Тернопільської области.

## Історія церкви
У 2000 році місцеві жителі заснували парафію УПЦ КП. Ініціатором створення і будівництва каплиці був Микола Тарковський. За рік невелика громада збудувала дерев'яну каплицю.
22 травня 2001 року, на свято Перенесення Мощей святителя Миколая Чудотворця, відбулося освячення каплиці. У церемонії брали участь священники Кременецького благочиння.

## Парохи
- о. Віталій Бодашук,
- о. Іван Дмитрів (з 2010).